# Nesticella machadoi
Nesticella machadoi là một loài nhện trong họ Nesticidae.
Loài này thuộc chi Nesticella. Nesticella machadoi được miêu tả năm 1971 bởi Hubert.